# Cannon Street (stanice metra v Londýně)
Cannon Street je stanice metra v Londýně, otevřená 1. září 1866. Stanice se nachází u řeky Temže a železničního mostu Cannon Street. Nachází se na dvou linkách :
- Circle Line a District Line (mezi stanicemi Bank-Monument a Mansion House)
- National Rail

| Rok  | Počet cestujících |
| ---- | ----------------- |
| 2011 | 4,05 mil          |
| 2012 | 4,09 mil          |
| 2013 | 4,64 mil          |
| 2014 | 5,30 mil          |